# Устьянцев Василь Павлович
Василь Павлович Устьянцев — вчений у галузі тваринництва, професор Київського політехнічного інституту.

## Біографія

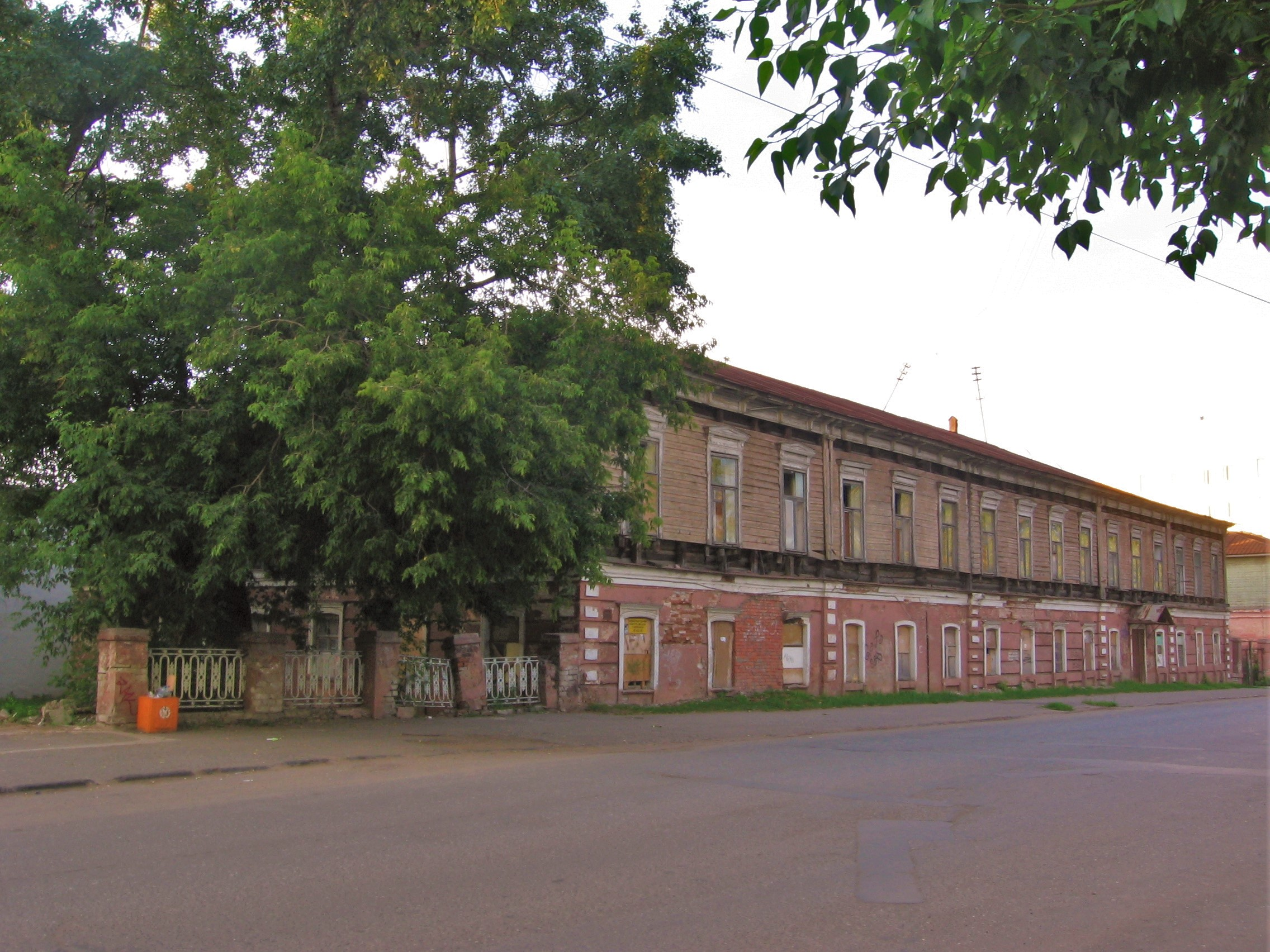
Вятське реальне училище

Народився у багатодітній родині військового, був 11-ю дитиною в сім'ї. Закінчив Вятське реальне училище.
У 1898 році закінчив Новоолександрійський інститут сільського господарства і лісівництва з відзнакою. Після цього працював асистентом на кафедрі загальної зоотехнії під керівництвом професора І. І. Калугіна.
З 1904 року — агроном I розряду. Був відправлений того ж року на стажування до Європи, де зокрема працював у лабораторіях німецьких фізіологів Карла Фойта та Натана Цунтца.
У 1906 році в Новоросійському університеті захистив магістерську дисертацію на тему «Про харчування травоїдних тварин клітковиною та грубими кормами» (рос. О  питании  травоядных  животных  клетчаткой  и  грубыми кормами).
З 1910 року працював на кафедрі загальної зоотехнії Київського політехнічного інституту. В 1911 році знову відряджений на стажування за кордон. У 1912 році очолив кафедру спеціального скотарства, а у 1914 став професором цієї кафедри.
У 1920 році Устьянцева призначають деканом агрономічного факультету КПІ, а з 1921 року — він став завідувачем кафедри загального скотарства. Надалі відбувалася реорганізація КПІ зі створенням двох нових інститутів: сільськогосподарського та ветеринарно-зоотехнічного. 1 вересня 1922 року агрономічний факультет перетворили на Київський сільгоспінститут.  Устьянцев очолив агрономічний факультет Київського ветеринарно-зоотехнічного інституту, а пізніше став деканом заснованого ним зоотехнічного факультету. Короткий час також був проректором КВЗІ (1921-1922), завідувачем кафедри зоотехнії та годівлі сільськогосподарських тварин (1921-1930).
Також Устьянцев викладав у Київському сільгоспінституті, з 1922 року завідував кафедрою скотарства.
У 1920 році він також очолив Науково-дослідну кафедру зоотехнії при Управлінні науковими установами. Також Устьянцева запросили до участі у Всеукраїнському комітеті з дослідної справи та Науково-консультаційній раді Народного комісаріату земельних справ України.
З 1930 перейшов до новоствореного Всесоюзного інституту тваринництва, де очолив лабораторію годівлі та обміну речовин сільськогосподарських тварин. У 1934 році також читав лекції у Московському інституті конярства.
Критикувався за діяльність співробітника його лабораторії П. І. Крупського. За деякими даними репресований 1935 року, у 1974 реабілітований.
Помер у 1935 році.